# Miami Nights 2: The city is yours
Miami Nights 2: The city is yours es uno de los últimos videojuegos de la denominada serie "Nights", la cual abarca desde New York nights: Success in the city, hasta la última entrega; Las Vegas Nights: Temptations in the city.

## Argumento
El juego comienza al crear a un Avatar. Al principio, la vida en la fama es solo un sueño. Despertando en la realidad, tan solo es uno más, con un amigo en prisión al que debes liberar y muchas aventuras.
El jugador deberá elegir su carrera entre: detective, editor, personaje de la alta sociedad y coolhunter, cumplir sus objetivos de una u otra manera y así conseguir lo que siempre ha ansiado.

## Características
- Un mapa mucho mayor que el del primer Miami Nights, con más entornos, incluido Cayo Vizcaíno y los Everglades y distintos barrios de Miami, como: Pelican Island, Coconut Grove, Little Havana, Ocean Drive, Downtown Miami, entre otros.[2]

- PNJ(Personajes no jugadores) con memoria, que les permitirá reconocer quien eres y afianzar la relación con cada encuentro.[3]

- Función de Cámara: Puede añadirse una fotografía al perfil del personaje usando la cámara del teléfono.[3]

## Curiosidades
- En el juego hay una clara referencia a dos personajes; a Al Pacino y a Steven Spielberg.La referencia a Al Pacino está escondida en el personaje Hal Pachinko, que es mafioso, y la Spielberg en Spillbeard. Curiosamente, este último personajes es director de cine dentro del juego, al igual que Spielberg lo es en la vida real.

- El sonido que suena al iniciar el juego es un fragmento de la canción Mr. Vain, del grupo alemán Culture Beat. En los créditos del juego se hace mención a Nosie Katzmann y a Jay Supreme, sin embargo no se menciona a Tania Evans y en su lugar aparece el nombre: Stephan Zick.

- Cuando es terminado el juego y aparecen los créditos aparece al último "Consejos", y los "consejos" son; "Si te bronceas en el juego, tu atractivo no cambia en la vida real" y "Algunas técnicas de flirteo no funcionan con la gente real" y "Gracias por Jugar".

- Al elegir la profesión descubridor de Modelos, el jugador se topará con un personaje con nombre de alimentos: Mortadela Ceviche.

| Predecesor: Paris Nights | Serie de Videojuegos Nights 2009 - 2010 | Sucesor: Las vegas Nights: Temtations in the city |